# Doroneuria
Doroneuria és un gènere d'insectes plecòpters pertanyent a la família dels pèrlids.

## Descripció
- Pot ésser confós amb Calineuria perquè tots dos gèneres manquen de brànquies anals, però Doroneuria té com una mena de cresta de pèls fins que li recorren el centre del seu cos al dors.
- Els adults tenen ales molt curtes i no presenten les taques cefàliques tan cridaneres de Calineuria.[4]

## Hàbitat
En els seus estadis immadurs són aquàtics i viuen a l'aigua dolça, mentre que com a adults són terrestres i voladors.

## Distribució geogràfica
Es troba a Nord-amèrica: el Canadà (la Colúmbia Britànica i Alberta) i els Estats Units (Califòrnia, Nevada, Idaho, Montana, Wyoming, Oregon i Washington).

## Taxonomia
- Doroneuria baumanni (Stark & Gaufin, 1974)
- Doroneuria theodora (Needham & Claassen, 1922)[9][10][11][12][13]